# Jieitai mae (métro de Sapporo)
Jieitai Mae (自衛隊前駅, Jieitai-Mae-eki) est une station du métro de Sapporo au Japon. Elle est située dans l'arrondissement de Minami à Sapporo.

## Situation sur le réseau

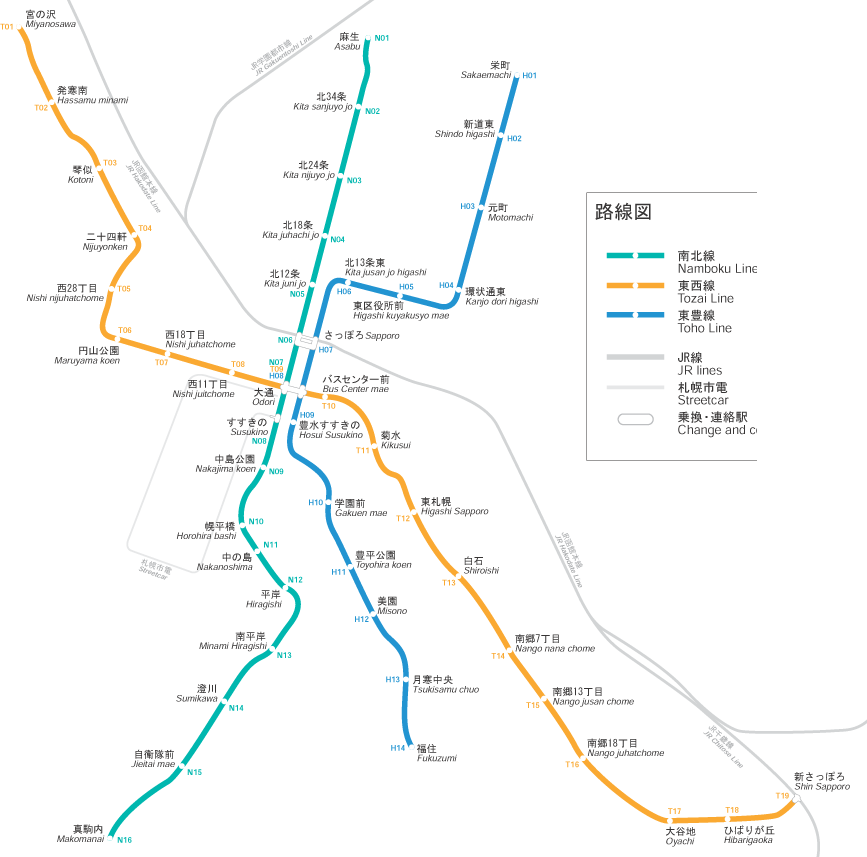
Plan du métro.

La station Jieitai Mae est située au point kilométrique (PK) 12,6 de la ligne Namboku entre la station Minami Hiragishi, en direction du terminus nord Asabu, et la station Makomanai, le terminus sud.

## Histoire
La station a été inaugurée le 16 décembre 1971.

## Services aux voyageurs

### Accès et accueil
La station est ouverte tous les jours.

### Desserte
- Ligne Namboku :
  - voie 1 : direction Makomanai
  - voie 2 : direction Asabu

Installations et desserte
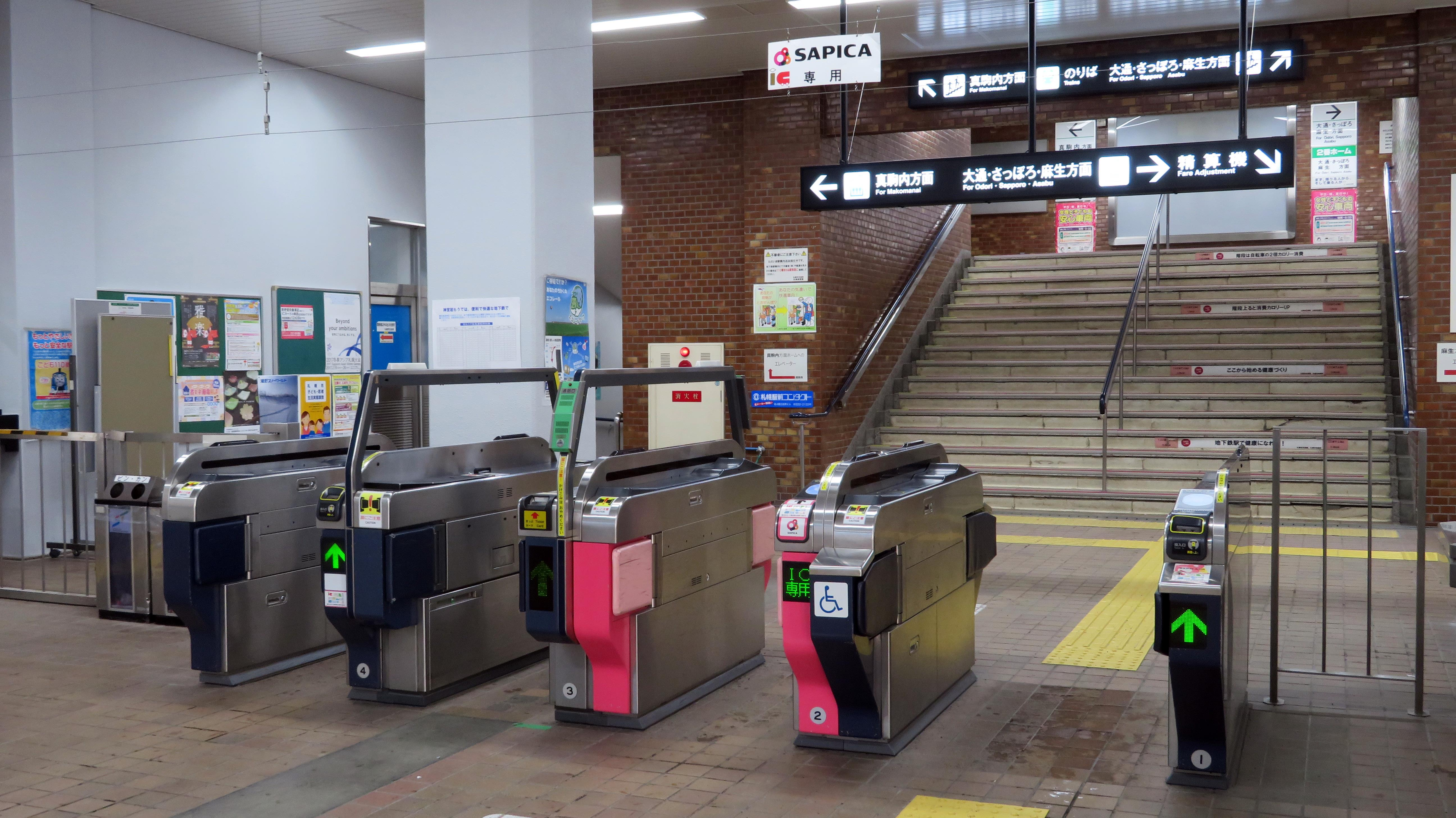
Ligne de contrôle.
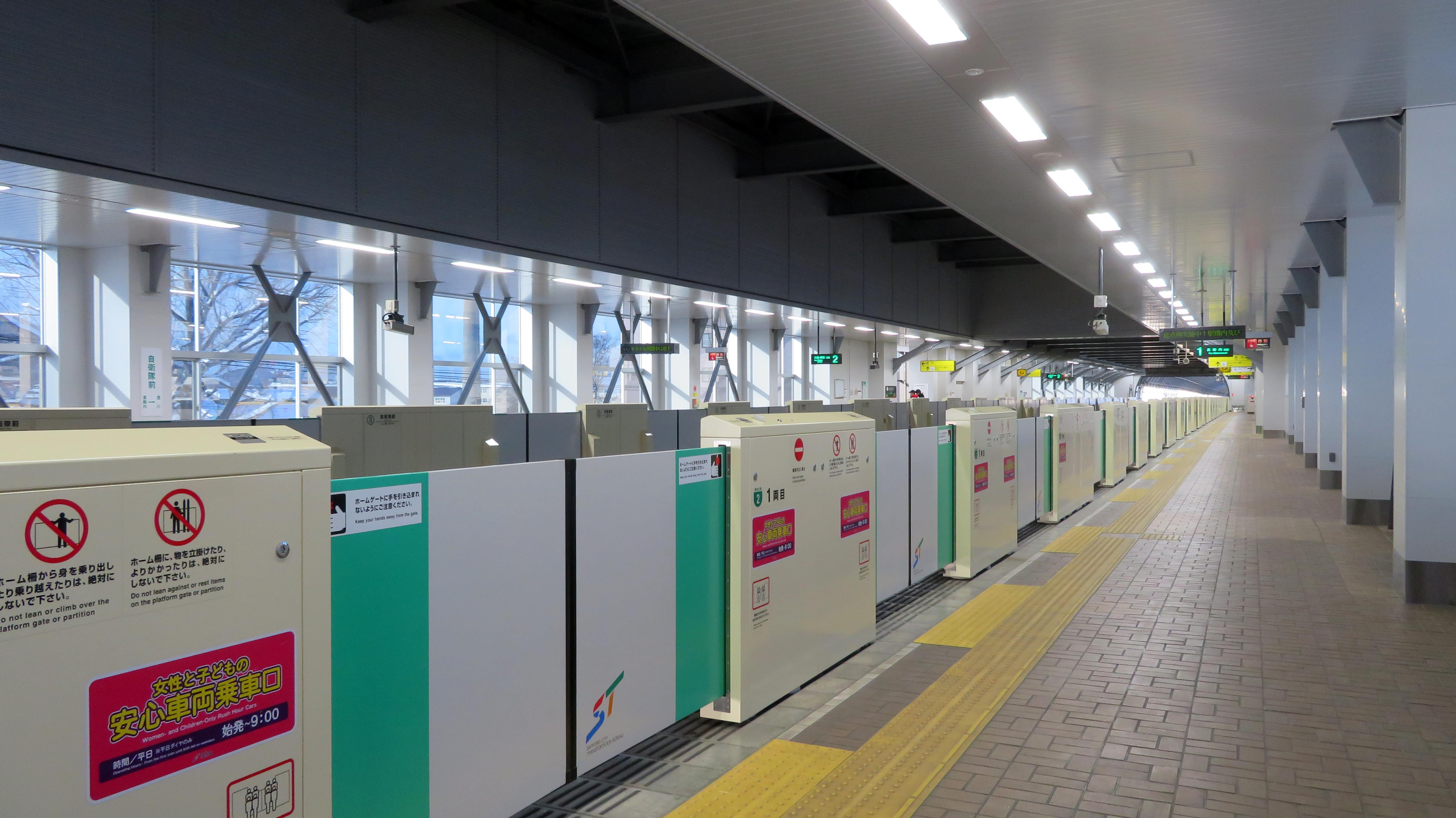
Un quai latéral.